# Del Viso
Del Viso is een plaats in het Argentijnse bestuurlijke gebied Pilar in de provincie Buenos Aires. De plaats telt ca. 25.000 inwoners.